# Komunalna palača u Puli
44°52′12.9″N 13°50′32″E / 44.870250°N 13.84222°E
Komunalna palača je sjedište vijeća i poglavarstva Grada Pule. Nalazi se na Forumu s istočne strane Augustova hrama na mjestu na kojem se prethodno nalazio Dijanin hram. Kontinuitet gradskog života na Forumu u razdoblju nakon pada rimske države potvrđuje sudbina Dijanina hrama, koji je vrlo rano poslužio za smještaj municipalnih institucija već od 9. stoljeća.
Komunalna palača, koja u sebi sadrži cijelu povijest Pule sagledivu u arhitektonskoj stratigrafiji od antike, romanike, gotike, renesanse i baroka do danas, kontinuirano je municipalno sjedište što ukazuje na posebno značenje i utjecaj antike na pulsku baštinu.
 Reprezentativna gotička Komunalna palača nastaje krajem 13. stoljeća u doba prosperiteta grada i njegove samostalnosti, a odraz je mogućnosti i ambicija bogatih pulskih obitelji. Nastala je preoblikovanjem postojećih građevina koje su na toj lokaciji i ranije služile sličnoj namjeni, a dovršena je 1296. kada je na njeno pročelje uklesana sljedeća poruka:
"Počinjao je dan dvjestašezdesetoga petoljeća od Marijina poroda i bio podestat Bartolomeus, nasljednik prastarog padovanskog prezimena de'Vitrei, kada je izgrađeno ovo časno sjedište dvaju vijeća i suda. Budu li ove dvije službe podržane od mudrog podestata neće se dogoditi da mir napusti narod. Neka, dakle, sloga grije jednodušne građane da ne bi bolesna utroba pokvarila zdravu pamet."
Pored ovog natpisa nalazi se reljef kamenog konjanika kojim je ovjekovječen lik "predsjednika grada" (patriae praeses) iz 13. stoljeća čije ime bijaše Bartholomeus de Vitreo (ili Vitrei).
Među ostalim zanimljivim naznakama na zidovima ovog skladnog kompleksa nalazi se, ponad viteške pojave, groteskna pojava telamona (muške potporne figure u graditeljstvu) koji jadan i zgrčen, kao da glavom i plećima podržava čitavu težinu krovišta i dobar dio neba, i nikako da pogledom dohvati romaničku sirenu koja, na sjeveroistočnom uglu zgrade, rukama pridržava vrške svojih kamenih peraja.
Ispod konjanika Bartholomeusa, sasvim pri dnu, nalazimo, iz mletačkih vremena, u kamen uklesanu zabranu sječe i ispaše u okolici Pule.
Posljednja sanacija Komunalne palače bila je 1988. godine čime je zasjala novom obnovom kojom su dosljedno poštovane njene graditeljske osobitosti.

## Vanjske poveznice
|  | Zajednički poslužitelj ima još gradiva o temi Komunalna palača u Puli |